# Rock Hudson: All That Heaven Allowed
Rock Hudson: All That Heaven Allowed ist ein Dokumentarfilm von Stephen Kijak. Die Filmbiografie konzentriert sich auf den Hollywood-Schauspieler Rock Hudson, der  in seiner Karriere öffentlich stets sein „Ladysman“-Image pflegte, seine Homosexualität jedoch geheim halten musste. Die Premiere des Films, einer HBO Documentary, erfolgte im Juni 2023 beim Tribeca Film Festival.

## Inhalt

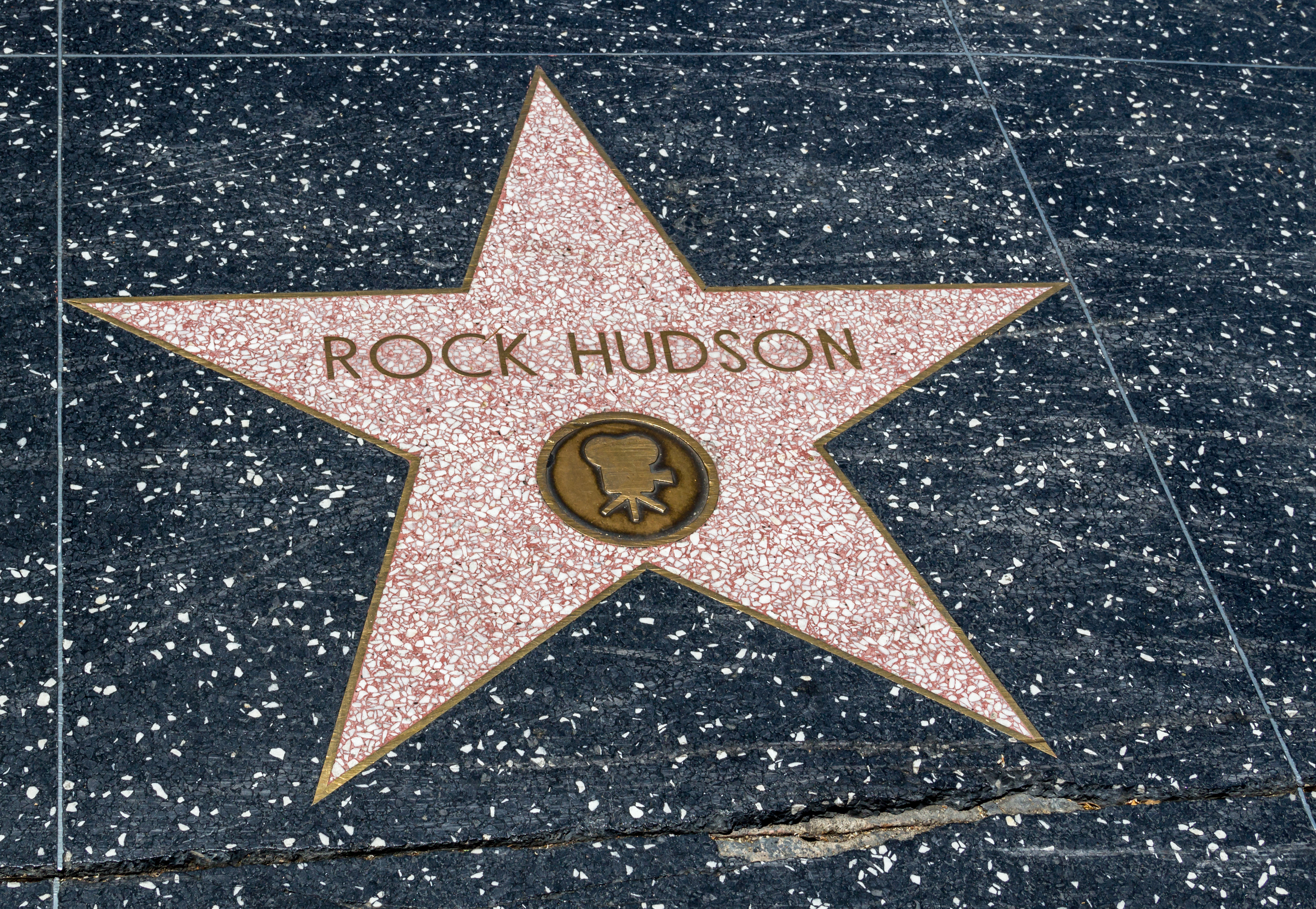
Rock Hudson pflegte während seiner Karriere sein Image als „Ladysman“

Rock Hudson war in den 1950er und 1960er Jahren einer der beliebtesten und gefragtesten Schauspieler in Hollywood. In der Öffentlichkeit pflegte er stets sein Image als „Ladysman“, öfters in Filmkomödien an der Seite von Doris Day. Sein Privatleben musste er jedoch bis kurz vor seinem Tod geheim halten. Erst im Jahr 1985, als Hudson erklärte, an AIDS erkrankt zu sein, wurde das Geheimnis um seine Sexualität, das in Hollywood bereits bekannt war, öffentlich. Er starb als einer der ersten Prominenten an den Folgen der Krankheit.
Der Dokumentarfilmer Stephen Kijak hat für Rock Hudson: All That Heaven Allowed dessen Privatleben anhand von Archivmaterial rekonstruiert und Aussagen einiger seiner engsten Freunde zusammengetragen.

## Produktion
Regie führte Stephen Kijak, der zuletzt in seinen Filmen Backstreet Boys: Show 'Em What You're Made Of und If I Leave Here Tomorrow: A Film About Lynyrd Skynyrd Bands porträtierte. Die Filmmusik komponierte Laura Karpman, die zuletzt vor allem für Fernsehserien wie Lovecraft Country, What If...?  und From Scratch tätig war. Das Soundtrack-Album mit insgesamt 14 Musikstücken wird am 9. August 2024 von Lakeshore Records als Download veröffentlicht.
Die im Film zu Wort kommenden Personen sind die im Januar 2023 verstorbene US-amerikanische Schauspielerin Carole Cook, ihre Schauspielkolleginnen Illeana Douglas und Kathleen Hughes, die Film- und Fernsehregisseurin Allison Anders, der Theater- und Filmschauspieler Howard McGillin, der Schriftsteller Armistead Maupin, die Drehbuchautorin Esther Shapiro und der Schauspieler und Musicaldarsteller Peter Kevoian. Für die Aufnahmen zeichneten die Kameramänner Brian Rigney Hubbard und Derek Wiesehahn verantwortlich.
Der Film entstand im Auftrag von HBO Documentary Films. Die Premiere erfolgte am 11. Juni 2023 beim Tribeca Film Festival. Ebenfalls im Juni 2023 wird er bei Frameline47 und beim Provincetown International Film Festival gezeigt. Am 28. Juni 2023 soll der Film in das Programm von HBO Max, dem Video-on-Demand-Dienstleister von Warner Bros. Discovery, aufgenommen werden. Zwischen Juli und September 2023 wird Rock Hudson: All That Heaven Allowed im Rahmen des New Zealand International Film Festivals gezeigt.

## Rezeption

### Kritiken
Von den bei Rotten Tomatoes aufgeführten Kritiken sind 91 Prozent positiv bei einer durchschnittlichen Bewertung mit 7,4 von 10 möglichen Punkten. Auf Metacritic erhielt der Film einen Metascore von 71 von 100 möglichen Punkten.

### Auszeichnungen
Primetime-Emmy-Verleihung 2024
- Nominierung für die Beste Musik in einer Dokumentation[9]

Tribeca Film Festival 2023
- Nominierung im Documentary Competition[10]